# アイドルマスター ミリオンライブ! シアターデイズ
『アイドルマスター ミリオンライブ！ シアターデイズ』（THE IDOLM@STER MILLION LIVE! THEATER DAYS）は、バンダイナムコエンターテインメントからAndroid/iOS用に配信されている音楽ゲームアプリ。2017年6月29日にAndroid版、iOS版ともにサービスを開始した。略称は『ミリシタ』。

## 概要
本作は2013年2月27日よりGREEで配信されているソーシャルゲーム「アイドルマスター ミリオンライブ！」を題材としたリズムゲームで、2017年3月12日に日本武道館で行われたライブイベント「THE IDOLM@STER MILLION LIVE! 4thLIVE TH@NK YOU for SMILE!! Day3 Starlight Theater」で第1弾PVと共にスマートフォンゲームとして制作されていることが発表された。その後、2017年4月30日、幕張メッセイベントホールで行われたニコニコ超会議 2017のイベント内にて第2弾PVを公開、事前登録も開始された。事前登録数は事前登録受付の開始された翌日に10万を突破、さらにその翌日には20万を突破し、1週間足らずで39万に到達、登録受付開始から18日で100万を突破した。事前登録が10万、20万を突破した際には事前の告知通り『素敵なキセキ』（歌：春日未来 / 声 - 山崎はるか）と『Precious Grain』（歌：最上静香 / 声 - 田所あずさ）のミュージックビデオが動画配信サイトのYouTubeで公開された。
2019年6月29日には韓国、香港・マカオ・台湾で配信決定を発表。2019年8月30日に韓国にて韓国語版が、香港・マカオ・台湾にて繁体字版の配信が開始となった。しかし両言語版は、2021年9月30日以降は運営を縮小し、2022年1月28日をもって両言語版のサービスは終了となった。
本作のコンセプトは「アイドルともっと触れ合える」で、コンセプトを実現するために様々なシステムが用意されている。
ゲームの舞台は芸能事務所「765プロダクション」が新たに立ち上げた「765プロライブ劇場」。登場人物も「アイドルマスター ミリオンライブ!」の50人に「桜守歌織」（声 - 香里有佐）と「白石紬」（声 - 南早紀）の2人を新たに加えた総勢52人となっている。また、位置づけもTHE IDOLM@STERシリーズに登場する13人のアイドルは「先輩アイドル」という立場から物語は始まる。

## ゲームシステム
劇場の知名度を上げ、トップアイドルグループを目指していく。メインゲームは大きく分けてリズムゲーム形式の「ライブ」とシチュエーションゲーム形式の「お仕事」が存在する。プロデューサーは時間経過などで回復することが出来る「元気」を消費することでライブやお仕事をこなし、報酬を獲得することが出来るほか、物語を開放していくことができる。

### 劇場
このゲームの主な舞台。「エントランス」「事務室」「控え室」「ドレスアップルーム」の4つの部屋が用意されており、それぞれの部屋でアイドルと交流することが出来る。また、ゲーム内の時間は現実世界の時間と一部連動しており、ゲームをプレイする度にそれぞれの部屋にいるアイドルが変化するほか、背景も時間帯によって異なった演出となる。アイドル達との交流はそれぞれの部屋にいるアイドルをタッチすることで可能。ライブやお仕事でアイドル達の親愛度を上げることでアイドルの反応も変化していく。
2023年12月24日のアップデートにて新たに「レッスンルーム」が追加された。様々な差し入れを置くことでそれに対応するアイドルがレッスンルームを訪れる。

### 衣装
ライブをプレイしたりMVを再生する際、それぞれのキャラクター毎に衣装を選択することが出来る。初期状態では「シャイニートリニティ」のみが使用可能。
専用衣装
ガシャでSSRのカードを取得した際に付属する、キャラクター固有の衣装。マスターピースを利用する事でアナザーバージョンとして色違いの衣装を取得する事も可能。SONG FOR YOU!ガシャシリーズの衣装は、EXボイスという特殊な仕様になっており、対応した名前の楽曲をプレイする時、その衣装を着用していると、ライブ開始時とクリア後のリザルト画面でのセリフが専用のものになる。
ドロップ衣装
ライブやお仕事・オファー、メダルガシャからドロップする衣装。「衣装ガシャチケット」を引くことでも入手できる。アイドル毎に設定されている。
設定をすることでコミュやお仕事の場面で所持しているアイドルにその衣装を着せて再生することができる。
タイプ別衣装
2018年1月に実装された「衣装購入」から有償ミリオンジュエルを利用する事で購入できる衣装で、10連ガシャチケットが付く。基本はPrincess・Fairy・Angel・765PRO ALLSTARSで区分けされているが、違う区分けがされている衣装もある。
一部衣装は無償ミリオンジュエルでも購入可能。
練習着衣装
リハーサルライブやコミュなどで主に使用される衣装。基本となり、最初から所持しているレッスンウェア衣装の他に、リアルライブ開催などを記念して配布されるものも存在する。一部を除き、ライブ本番では着用不可。
シアターカジュアル衣装
主に各イベントやキャンペーンで条件を達成することで獲得可能な、レッスンウェアの派生衣装。こちらはライブ本番での着用が可能となっている。
ユニット衣装
ゲーム内で定期的に開催されるイベントにおいて、開催と同時に実装され、ポイント及びランキング報酬として獲得できる衣装。イベント楽曲を歌唱しているユニットのメンバー固有のものとなっている。イベント終了後には特殊なアイテム「プラチナスターピース」との交換で獲得することが可能。
サービス初期においては、イベントランキング報酬アイドル以外のユニットメンバーの衣装は実装されておらず、2018年1月に「プラチナスターピース」実装された際に、「プラチナスターピース」を利用する事で交換可能になった。
制服シリーズ
2019年1月より実装された「制服シリーズ」SRのカードに付属する制服衣装。アナザー衣装はない。アイドルの学齢ごとに衣装が設定されている。夏服バージョンとなる「夏服シリーズ」も後に実装された。
設定をすると所持しているアイドルがコミュ・お仕事で私服の代わりに着用して登場する。
MILLION LIVE CLOSET！シリーズ
2020年6月から実装された「MILLION LIVE CLOSET！シリーズ」SRのカードに付属する衣装。「ピュアワンピース」「フレッシュチャイナ」「エレガントミズギ」「プリティウェイトレス」「セクシースパイ」の5種が存在し、投票企画においてアイドルごとに最多得票だった衣装が実装されている。2022年には再度投票企画が行われ、前回決まった衣装を除く4着の中から、得票数が一番多かった衣装1着が、「MILLION LIVE CLOSET！ Reburn」シリーズとして実装となっている。
MILLION LIVE CONFERENCE！シリーズ
2021年8月から実装された「MILLION LIVE CONFERENCE！シリーズ」SRのカードに付属する衣装。アイドルの身長ごとに、5種の衣装が設定されている。2023年10月からは、「ミリカン！アンコール」と題して、前回の衣装を除く4着の中から新たに1着が実装されている。
耳としっぽシリーズ
プレミアムピックアップSRガシャ にて特定のSRを入手すると、付与される衣装。入手すると、お仕事にてスペシャルチャンスが発生する。
モンスターっ娘シリーズ
プレミアムピックアップSRガシャ にて特定のSRを入手すると、付与される衣装。入手すると、お仕事にてスペシャルチャンスが発生する。
コンセプト★コスチュームシリーズ
プレミアムピックアップSRガシャ にて特定のSRを入手すると、付与される衣装。入手すると、お仕事にてスペシャルチャンスが発生する。
マイオンリーシリーズ
2020年7月より実装されたアイドルの誕生日に開催される「Birthdayガシャ」または「Birthdayセット」を購入すると付属する衣装。形状は同じだが、柄がアイドルごとに異なるものになっている。52人分が一周すると新しいシリーズに切り替わる。2025年時点では、カジュアル、スイムウェア、ドットモード、フェアレディ、アンサンブルの5種類が存在する。
設定をすると所持しているアイドルがコミュ・お仕事で私服の代わりに着用して登場する。
プレミアムパス衣装
2021年7月より実装されたシーズンパス機能で、「プレミアムパス」を購入することで解放される報酬の衣装引換券を使用することで取得できる衣装。
セカンドヘアスタイル衣装
2021年7月より開催されたガシャで取得できる衣装。この衣装を選択した場合はアイドルの髪型が通常とは異なるものに変化する。
同時に実装された各アイドルのスタイルドロップを使用する事で従来の髪型に戻す事ができる他、一部ではあるが他の衣装にも新しい髪型を適用可能になる。
プライベートドレス
2022年8月より開催されたガシャで取得できる衣装。上記のセカンドヘアスタイル衣装同様に髪型が変更される。
設定をすると所持しているアイドルがコミュ・お仕事で私服として着用して登場する。
myブランド編 with glasses
2024年9月より開催されたガシャで取得できる衣装。上記のセカンドヘアスタイル衣装同様に髪型が変更されるのに加えて、眼鏡を着用するようになる。各アイドルのスタイルドロップを使用する事で眼鏡を外すことが出来るほか、一部ではあるが他の衣装でも眼鏡を着用できる。

### コミュ
アイドル達の会話や物語を見る事のできるコミュニケーションパート。以下の種類が存在する。
メインコミュ
アイドル達のストーリーが描かれ、閲覧する事でストーリーにまつわる楽曲が開放される。閲覧する為には条件までのレベルと特定楽曲のクリアが条件となっている。
開放される楽曲は主にストーリーでセンターを担当したアイドルのソロ楽曲だが、稀に歌い分け有りの全体曲や39人ライブ楽曲が開放される。
アイドルコミュ
アイドル個人にスポットを当てたコミュ。アイドルとの出会いや初ステージが描かれる「メモリアルコミュ」とそれぞれのカードにまつわるコミュが見られる「エピソードコミュ」の2種類がある。
「メモリアルコミュ」はアイドルとの親愛度を一定数以上にする事、「エピソードコミュ」はカードを覚醒する事で開放される。
ゲストコミュ
「EXアイドル」に関するコミュを閲覧できる。
イベントコミュ
後述のイベント時に一定数イベントポイントを稼ぐ事で開放されるイベントのストーリー。
条件を満たせなかった場合でもイベント後に「思い出ピース」を使用する事で閲覧可能。
オファーコミュ
後述の「特別オファー」にて発生するコミュ。
エトセトラ
アイドル毎のオフショットや4コマ漫画（後述）、誕生日の時のホワイトボードのイラストなどが閲覧可能。
スペシャルコミュ
ライブイベント時や新衣装追加時・エイプリルフールなどの特別なコミュを閲覧できる。

### ライブ
ライブのプレイスタイルは画面を縦向きにしてプレイする「ソロライブ」と横向きにしてプレイして遊ぶ「ユニットライブ」の2種類があり、ユニットライブでは5人編成のユニットのアイドル達が歌い、ソロライブではユニット編成時にセンターに選んだアイドルだけが歌う。縦向きのプレイスタイルは片手持ちで遊ぶことが可能。
リズムゲーム形式のライブでは画面上部より流れてくる音符（ノーツ）に合わせてタイミングよくタップ、フリック、長押しやスライドといったアクションを行うことでスコアを稼ぎ、楽曲終了時にライフが残っている状態でスコアが一定値を超えていればクリアとなる。音符の流れてくるレーン数は難易度に応じて変化し、ユニットライブでは難易度の低い順に2レーンの「2MIX（ツーミックス）」、4レーンの「4MIX（フォーミックス）」、6レーンの「6MIX（シックスミックス）」、同じく6レーンの「MILLION MIX（ミリオンミックス）」、同じく6レーンの「OVER MIX（オーバーミックス）」の5種類、ソロライブでは2レーンの「2MIX」（以下、「2MIX（縦）」と表記する）と同じく2レーンの「2MIX+（ツーミックスプラス）」の2種類が存在する。このうち、「2MIX」「4MIX」「6MIX」「2MIX（縦）」は初期状態でプレイ可能であり、「MILLION MIX」は「6MIX」をクリアすると、「OVER MIX」は「MILLION MIX」をクリアすると、「2MIX+」は「6MIX」か「2MIX（縦）」をクリアするとプレイ可能になる。なお、「OVER MIX」は2024年3月現在、「アクセルレーション」「Brand New Theater」のみに実装されているコースである。
このほかにも「スペシャル音符」と呼ばれる超特大の音符が流れてくることもあり、コンボをつなげ、タイミングよくタップすることで「スペシャルアピール」を発生させることが出来る。
各楽曲にはミュージックビデオ（MV）が用意されており、ユニットライブのいずれかの難易度をクリアすることでユニットライブのMVを、ソロライブのいずれかの難易度をクリアすることでソロライブのMVを開放することが出来る。
2018年4月15日のアップデートで、13人のユニットでプレイする「13人ライブ」という機能が実装され、対応する楽曲でこの機能を使えるようになった。更に、2019年12月13日のアップデートで、39人のユニットでプレイできる「39人ライブ」が実装されている。
2018年6月19日のアップデートで、オートライブ機能が実装された。この機能では、「オートライブPASS」を1枚消費することで、ライブ時に操作を行わなくても全ての音符がPerfectの判定となりクリアすることができる。オートライブは1回以上クリアした楽曲・難易度でしか行うことができず、スコア、コンボ、Perfect率は参考記録となるが、クリア回数は記録される。オートライブPASSは1日1枚配布されるほか、ライブやお仕事の報酬、「ショップ」内の「アイテム交換」からも入手できる。オートライブPASSの最大所持数は当初10枚だったが2021年6月29日より15枚となった。
2021年11月30日のアップデートで音符が左右反転される「音符ミラー機能」が実装された。

### お仕事
お仕事では提示されるいくつかの「営業活動」の選択肢から選択をし、お仕事シチュエーションのショートストーリーを遊ぶことが出来る。また、お仕事中に「チャンス！」または「チャレンジ！」の表示が出た場合には専用のストーリーを楽しむことができ、通常よりも長めの会話とより豪華な報酬を獲得することが出来る。
お仕事を終了するとライブと同様にアイテムなどの報酬を獲得できるほか、ライブで元気を消費する代わりに使用できる「ライブチケット」を獲得することが出来る。
ライブとお仕事をこなすことでファンを増やすことができ、それに伴って知名度をアップさせていく。

#### オファー
2019年8月30日のアップデートで追加された機能。
オファーリストから任意のオファーを選択し、アイドルを編成。各オファーには必須アイドルが設定されており、そのアイドルは必ず編成に入れる必要がある。
一定時間経過後に結果を確認することで報酬が獲得できるほか、アイドルの組み合わせなどによって特別なテキストが閲覧できることがある。
2019年12月31日から「特別オファー」として指定されたユニットでオファーが完了すると、特別なコミュが閲覧できるようになった。各ユニットの「特別オファー」を受けられるのは初回のみ。

### モバイル
ゲーム内でアイドルのブログやメールをチェックすることも出来る。

### ゲームコーナー
2019年10月2日のアップデートで追加された機能。
過去のエイプリルフールや後述の「プラチナスターチューン」に登場したミニゲームを遊ぶことができる。初回開催時にはなかった追加要素や称号なども存在する。

### グラビアスタジオ
2021年1月23日のアップデートで追加された機能。
アイドルに様々な衣装や背景で写真撮影を行う事ができるものとなっている。
2022年5月13日のアップデートで二人のアイドルでの撮影が可能となった。
2022年6月17日のアップデートから「実写背景モード」を追加。
2024年2月14日のアップデートからAR機能を追加。

### 交流機能
このほかにもプロデューサー同士が交流を深める「ラウンジ」や、同僚（フレンド）同士で贈り合う「フラワースタンド」システムなどの他のプロデューサーとの交流要素も盛り込まれている。

## イベント
一部のドロップ系イベントを除き、期間中はイベントポイントを一定数集める事でコミュの開放やアイテムなどがもらえる「累積イベントポイント」や、ランキングで上位に入ると報酬アイドルのカードや称号がもらえる「イベントポイントランキング」「ハイスコアランキング」「ラウンジランキング」が設けられる。イベント楽曲はイベント終了後に通常楽曲へ追加される。2018年6月開催の「プラチナスターシアター～Eternal Harmony～」からは上位報酬アイドルも累積イベントポイント報酬に追加され、ランキングに関係なく入手が可能となった。また2021年7月開催の「プラチナスターツアー ～DIAMOND JOKER～」からは報酬アイドルのカードが即座に入手できるようになった他、「イベントアイテム交換所」にあったユニットメンバーの衣装が期間中に交換できるチケットが累積イベントポイント報酬に追加された。2022年5月開催の「プラチナスターツアービンゴ～CHEER UP! HEARTS UP～」からは、ツアー系のイベントに限り使用すると進捗度に関わらずイベント楽曲でのポイント倍率が5倍に固定される「pt5.0倍確定チケット」が新たに追加された。所持枚数には上限が設定されていたが、2023年9月開催「プラチナスターツアービンゴスペシャル ～Rat A Tat!!!～」以降は撤廃。2023年8月開催「プラチナスターツアートレジャースペシャル ～M@STERPIECE～」からは「これでバッチリ！やることリスト」が追加され、初級・中級・上級のチャレンジミッション達成によりキーアイテムなどの報酬が獲得できる。

### 楽曲追加イベント
プラチナスターシアター
既に公開されている楽曲がイベント楽曲となる。
イベント期間中にライブを行う事でイベント専用アイテムとイベントポイントを獲得でき、専用アイテムを使用してイベント楽曲をプレイする事でより多くのイベントポイントを獲得できる。原則として期間中は通常のお仕事よりも元気の消費量が多い「特別なお仕事」も追加される。
プラチナスターシアタースペシャル
一部の楽曲イベントで追加される派生イベント。2019年4月開催の「Justice OR Voice」ではイベントコミュの話数が通常より多くなっており、2021年1月開催の「なんどでも笑おう」では報酬アイドルが3名となっている。2024年6月開催のコミック連動イベントではイベント専用の交換所が追加。キャンペーン期間中にログイン、または「コミック連動イベント特別交換所」でイベント中に集めた「イベント専用ドロップアイテム」を使用して、コミックに登場するユニットのPRカードやイベント専用アイテム、より多くのイベントポイントを獲得できるボーナスライブスターなどと交換することが可能。
プラチナスターチューン
過去の「プラチナスターツアー」で登場したユニットのリバイバル公演という設定となっており、既に公開されている楽曲と本イベントより追加される楽曲で行われている。
ユニットのメンバーのみで編成される「ボーナスポイントデッキ」があり、そのアピール値の数値によって「獲得ポイントボーナス」が発生する。
イベント楽曲の前にはユニットの悩み事に関するトークが展開され、楽曲をプレイすることで進行していく。
期間中にはユニットにスポットを当てたミニゲームがプレイできる。
プラチナスターチューンオルタナティブ
2022年8月に開催されたイベントで追加される派生イベント。イベント楽曲「Everlasting」において2つの音源を切り替えてプレイができる特別仕様で登場した。
プラチナスタートラスト
独自機能として「ミリオンすごろく」が追加され、ログインボーナスまたはライブクリアで獲得できるサイコロを消費し、エリア内のすごろくマップを進んでコミュニケーションをとりながらゴールを目指していく。
各エリアには「アイドルトーキング」があり、進んだマスの回数によりトークイベントが発生し、指定された4人から選択して行う。各エリアの「PUSHアイドル」を選択したアイドルは、トークイベントに毎回登場するようになっている。個別のトーク内容すべてを閲覧すると限定衣装がその場で獲得でき、一度全エリアをクリアすると、2巡目からはチャレンジしたいエリアを任意で選択が可能になる。
各エリアの初回ゴール到達時、より多くのイベントポイントを獲得できるボーナスライブが1回発生し、クリア時にイベントコミュの開放や称号が獲得できる。
プラチナスタートラストスペシャル
2022年10月に開催された「ようこそミスティック・セレモニーへ」および2023年4月に開催された「アイドルスペースウォーズ～LiberaSing Along～」ほかで追加される派生イベント。
「ようこそミスティック・セレモニーへ」では2021年12月に開催された「ミリシタ感謝祭2021-2022」の企画コーナーの1つである劇中劇イベント決定会議にて決められた｢奇跡を起こすよ♪マジカル☆パワー！ガシャ」の世界観を具現化したシナリオイベントとして開催、加えて「ミリオンすごろく」にEXエリアが追加された。
プラチナスタートラスト13
2024年7月に開催された「Hypernova」で追加された派生イベント。ミリオンすごろくが周回方式になり、周回数に応じてアイテムやボーナスライブなどの報酬が発生する。また、トークイベントのアイドルが「STARDOM ROAD編」各章で登場する13人のみに絞られた。
プラチナスターティアラ
2024年4月に開催された「アイドルステアウェイ」で実装。新たに「ミリオンリクエスト」が追加。ライブやお仕事に関するリクエストをクリアすることで進めていく。「スター」のマスをクリアするとボーナスライブとなり、次のリクエストでは必ず「イベント楽曲"〇〇"を1回成功させよう」が発生する。
プラチナスターツアー
イベント準備画面からライブやお仕事を行う事でイベントポイントの獲得や進捗度が貯まり、一定数進捗度が貯まるとイベント専用アイテムを入手できる。イベントポイント倍率は0.7倍から5倍まであり、一定数進捗度が貯まるとイベント楽曲でのポイント倍率が5倍に固定される。
プラチナスターツアースペシャル
2021年5月開催の「EVERYDAY STARS!!」および2022年2月開催「LINK ST@RT!」で追加される派生イベント。「EVERYDAY STARS!!」ではデイリーミッションとして52人全員の衣装が獲得できるチケットが報酬に加わった。「LINK ST@RT!」では『ソードアート・オンライン』とのタイアップ企画『SAO×ミリシタコラボ』として765ミリオンスターズのメンバーによる「IGNITE」（テレビアニメ『ソードアート・オンラインII』の主題歌）が追加された。
プラチナスターツアービンゴ
2021年7月に開催されたイベントで追加。ユニットメンバーにちなんだビンゴゲームを導入。カードは最大で5枚配られ、マスには重複しない数字が記載されている。ライブやお仕事の結果に応じて最大9回まで抽選され、ビンゴ成立やカードコンプリートでいろいろな報酬が獲得できる。
プラチナスターツアービンゴスペシャル
2023年9月開催のテレビアニメ「アイドルマスター ミリオンライブ!」連動イベント「Rat A Tat!!!」ほかで追加される派生イベント。ビンゴカードのコンプリート時、より多くのイベントポイントを獲得できるボーナスライブが本イベントより追加。イベント報酬衣装の「スターティング・ブルーム」は、ステージに登場するユニット以外のメンバーはアニメ連動ページ内のスペシャルコミュ「NO MAKE! ～その頃の大人達～」にて視聴すると獲得。765PRO ALLSTARS 13人分は完走を記念した特別報酬として期間限定でプレゼントボックスに配布された。
プラチナスターツインステージ
各イベント楽曲にはフィーバーゲージがあり、専用アイテムを使用してイベント楽曲をプレイし、既定の数値分到達するとさらに多くのイベントポイントを獲得できる「フィーバータイム」に突入する。フィーバー中の楽曲プレイが終了するともう一方のイベント楽曲に「フィーバーゲージボーナス」が発生する。
2020年11月開催の「Legit Crossover」では、同じ音楽ゲームアプリ『アイドルマスター シンデレラガールズ スターライトステージ』とのタイアップ企画『デレステ×ミリシタコラボ』1弾にあたり、イベント名に「スペシャル」が入っていた（イベント形式の変更点は特になし）。
プラチナスターテール
プロモーション活動内容として、ランダムに選出された10種のライブやお仕事の中から3つを選択し行う。
全てクリアするとアイドルのゲージが上昇し、ゲージが100%に到達するとより多くのイベントポイントを獲得できるボーナスライブが1回発生する。端数分は次のアイドルへ繰り越される。
2020年12月開催の「プラチナスターテール～聖ミリオン女学園 はじまりの花～」および2021年6月開催の「プラチナスターテール～聖ミリオン女学園 あなたへの花束～」におけるゲージは"ごきげん"、ボーナスライブは"エレガントステージ"の設定。2021年7月からの本イベントにおけるゲージは"パフォーマンス"で統一され、ボーナスライブでは"シアトリカルステージ"が発生する。
イベントコミュは他の楽曲追加イベントとは異なり、各話ごとにストーリーが変化するマルチ目線で進行する。
イベントコミュは1日ごとに順次追加され、イベントページのアクセスにより開放され閲覧可能。
他の楽曲追加イベントとは異なり、公演折り返しによる追加要素は発生しない。
プラチナスターチーム
2023年10月開催のテレビアニメ連動イベント「ANIMATION STAGE Team1st編」より追加された。本イベントにおけるゲージは"パフォーマンス"、ボーナスライブは"プレミアムステージ"の設定。
独自機能として「チームの絆」が追加され、消費することにより"プレミアムステージ"1回分のアイドルパフォーマンスゲージが上昇するようになっている。
プラチナスタートレジャー
指定の楽曲にイベント楽曲を加えた4曲で行う。イベント楽曲は一律で多くのイベントポイントを獲得できる。主に「MILLION THEATER SEASON」の最後に行われた。
選択できる楽曲は「シーズン楽曲(イベント曲カテゴリ)」「全体曲」「シーズンアイドルのソロ曲」「アイドルボードで解放できる楽曲」「未クリアの課題曲」から選択する。
独自機能として「アイドルボード」が追加され、ライブで獲得できる"エンブレム"を既定の数分消費し、解放したマスの種類によってアイテムや限定報酬、選択できる楽曲の追加や「おでかけコミュ」「エリアコミュ」の開放など様々なイベントが発生する。
2021年9月開催の「ダイヤモンド・クラリティ」ではお仕事や公演折り返しは含まれていなかったが、2022年1月開催の「Shamrock Vivace」以降ではライブ開始時に元気またはライブチケットを選択できる他、シーズン中のユニットメンバーに限定した特別なお仕事が追加された。
2023年8月開催「プラチナスターツアートレジャースペシャル ～M@STERPIECE～」では選択できる楽曲がイベント楽曲内で登場するアイドルのソロ曲やユニット曲などに限定された他、イベントコミュが各アイドルごとに設けられた「個人コミュ」とグループごとの「グループコミュ」、アイドルボード解放時「エンブレム一括使用」ボタンの追加など大幅なテコ入れが行われた。
プラチナスタータイム
主に「MILLION THEATER SEASON」のシーズンファイナル期間中に開催されたイベント。独自機能として「宣伝活動」と「シーズンアルバム」が追加。
「宣伝活動」では指定のアイドルとエリアを指定し、完了することにより表示された報酬を獲得する。各エリアや回数によって獲得する報酬が変化し、既定の回数分宣伝活動を行うと公演の「思い出の写真」がシーズンアルバムに記録される。
プロモーション活動は前記の「プラチナスターテール」と同様、ランダムに選出された10種のライブやお仕事の中から3つを選択し行い、クリアごとにイベントポイントを獲得する。パフォーマンスゲージが100%に到達すると「クライマックスステージ」となりイベントポイントを多く獲得できる。また、これとは別にさらに多くのイベントポイントを獲得できる「スペシャルクライマックスステージ」が1日に1回発生し、「宣伝活動」エリア内の「特別エリア」にて指定のアイドル1名と元気を消費し、イベント専用アイテム「輝きのトーチ」を一定数集めるとプレイが可能になる。なお、専用アイテムは翌日以降の持ち越しはできない。
イベントコミュは前記の「プラチナスターテール」と同様に各話ごとにストーリーが変化するマルチ目線で進行する。コミュは1日ごとに順次追加され、イベントページのアクセスにより開放され閲覧可能。

### ドロップ系イベント
ミリコレ！～MILLION LIVE COLLECTION～
イベント期間中、ライブやお仕事で専用のガシャコインがドロップするようになり、そのガシャコインでアイテムや限定アイドルを獲得できる。
2019年12月開催分よりリニューアルが行われ、指定したアイドルのBOX毎にガシャを引けるようになる等の変更が加えられた。
THEATER SHOW TIME☆
日替わりでドロップしやすいアイテムが設定されており、ライブやお仕事などを行うことで通常より多くのアイテムを獲得できる。
2018年12月から「MILLION LIVE WORKING☆」へとリニューアルされて以降本形式のイベントは開催されていなかったが、2021年1月下旬に約2年ぶりに開催されることが発表された。
MILLION LIVE WORKING☆ ／ THEATER TALK PARTY☆ ～ユニットオフショット～
ライブを行う事でイベントポイントとコインを獲得し、ポイントを集める事でアイテムの獲得やアイドル達のトークを開放できる。
コインはイベントショップにて各アイテムと交換可能。
一部のイベントは「MILLION LIVE WORKING☆SPECIAL」や「THEATER TALK PARTY☆SPECIAL」として開催、イベントショップのアイテムが日替わりで登場する。
「MILLION LIVE WORKING☆」のトーク内容は、主にGREE版のイベントストーリーを一部修正・加筆したものとなっている。
「THEATER TALK PARTY☆ ～ユニットオフショット～」のトーク内容は、ミニキャラを用いた新規のものとなっている。

### アニバーサリーイベント
BRAND★NEW★PERFORM@NCE!!!
1周年を記念したイベント。2018年6月2日、3日の2日間行われた「THE IDOLM@STER MILLION LIVE! 5th LIVE」の公演名を冠しており、2018年6月29日から7月11日まで開催された。
基本的なシステムは上述の「プラチナスターシアター」と同様だが、全プレイヤーで目標のイベントポイントを達成することで報酬が獲得できる「総合アニバーサリーミッション」が存在する、デイリーアニバーサリーミッションの報酬として52人全員の1周年記念カードが獲得できるなどの特殊な点があった。
UNI-ON@IR!!!!
2周年を記念したイベント。2019年4月から5か月をかけて行われた「THE IDOLM@STER MILLION LIVE! 6thLIVE TOUR」の公演名を冠しており、2019年7月1日から7月13日まで開催された。
「BRAND★NEW★PERFORM@NCE!!!」からいくつか変更が加えられ、1日6時間イベント楽曲がプレイできずイベントポイントも入手できないリフレッシュの設定と、一定時間イベントポイントとイベント消費アイテムの獲得量が2倍になる「ブースト」の追加が行われた。
CHALLENGE FOR GLOW-RY D＠YS!!!
3周年を記念したイベント。2020年6月29日から7月11日まで開催された。
「UNI-ON@IR!!!!」からの変更点として、リフレッシュの時間が9時間となった事、「ブースト」が時間経過だけでなく一定のライブ回数を終えるまでの効果になった。
また日替わりで4曲のおすすめ曲が設定されるようになり、通常の楽曲より多くのイベントポイントとイベント消費アイテムが獲得できるようになった。
Reach 4 the Dre@m!
4周年を記念したイベント。2021年6月29日から7月11日まで開催。
「CHALLENGE FOR GLOW-RY D＠YS!!!」からの変更点として、リフレッシュの時間が8時間となった事、最終日のみリフレッシュを廃止。さらに該当のミッションを達成するとイベント消費アイテムを大量に獲得可能なミッションを追加。
またアイドル別ランキングで選択しているアイドルがイベント専用ページに表示されるように変更。
私たちのR@inbow!
5周年を記念したイベント。2022年6月30日から7月12日まで開催された。
「Reach 4 the Dre@m!」からの変更点として1日4種類の特別ミッションが追加され、それを達成すると各アイドルのぬいぐるみを入手でき、「ぬいぐるみラック」からアイドルのメッセージを読めるようになった。
またライブチケットの最大所持数をオーバーする手前まで、自動でお仕事を繰り返す「連続お仕事機能」が期間限定で実装された他、各アイドルランキングの上位10名には順位が表示される特別な演出の称号が取得できる。
MILLION LIVE!10th ANNIVERSARY ～Beyond @ Crossing!～
ミリオンライブ!ブランドの10周年を記念したイベント。2023年2月14日から2月26日まで開催された。
過去のアニバーサリーイベントとは異なりアイドル別ランキングはなく、ハイスコアランキングのみとなっている。
デイリーアニバーサリーミッションで獲得できる報酬カードは、他のアニバーサリーイベントとは異なり専用アイテムやポイントを使ったトレーニングは含まれず、従来のSRカードと同様にマスターピースを使って行う。
R@ise a Good Sign!
6周年を記念したイベント。2023年6月30日から7月12日まで開催。
7D@ys Smile!!
7周年を記念したイベント。2024年6月30日から7月12日まで開催。
上記の他にも、毎年4月1日にはエイプリルフールを記念して1日限定のミニゲームがプレイできるイベントが行われる。

## 登場人物
「THE IDOLM@STER」シリーズに登場する13人のアイドルの他、『アイドルマスター ミリオンライブ!』に登場するキャラクター37人と本作で追加されたキャラクター2人の計52人が登場する。また、青羽美咲が「シアターデイズ」の劇場事務員（プレイヤーのサポート役）として登場する。なお田中琴葉のみ、担当声優の種田梨沙が休業中だったためサービス開始時点では登場せず、2018年2月8日より登場した。
本作において、ミリオンライブ！から765プロの先輩後輩関係がより明確となり、プロデューサーも先輩の13人との登場人物との信頼関係を構築済みで実績を持っているという違いがある。
本作で追加されたキャラクター
桜守 歌織（さくらもり かおり）
声 - 香里有佐
23歳 / 165cm / 3月27日生まれ / 3サイズ：88/58/85 / 特技：合唱、ゴルフ / 趣味：乗馬

白石 紬（しらいし つむぎ）
声 - 南早紀
17歳 / 160cm / 5月29日生まれ / 3サイズ：82/56/83 / 特技：着物の着付け / 趣味：庭園・甘味処巡り

青羽 美咲（あおば みさき）
声 - 安済知佳
20歳 / 6月29日生まれ

## 収録楽曲
「アイドルマスター ミリオンライブ！」「THE IDOLM@STER」に関係する楽曲が多数収録されるほか、本作テーマソングの「Brand New Theater!」が収録されている。本作に合わせたCDシリーズとして、『THE IDOLM@STER MILLION THE@TER GENERATION』シリーズが2017年7月より、『THE IDOLM@STER MILLION THE@TER WAVE』シリーズが2019年7月より、ソロ曲を収めた『THE IDOLM@STER MILLION LIVE! M@STER SPARKLE』シリーズが2017年8月より、ゲーム内で行われた投票企画『THE@TER BOOST!』による楽曲などを収めた『THE IDOLM@STER THE@TER BOOST』シリーズが2018年9月より、同じく投票企画『THE@TER CHALLENGE!!』による楽曲などを収めた『THE IDOLM@STER THE@TER CHALLENGE』シリーズが2019年10月より、『THE IDOLM@STER MILLION THE@TER SEASON』シリーズが2021年7月より、新たなソロ曲を収めた『THE IDOLM@STER MILLION LIVE! M@STER SPARKLE2』シリーズが2021年9月より、『THE IDOLM@STER MILLION THE@TER VARIETY 』シリーズが2022年3月より、3度目の投票企画『MILLION C@STING!!!』による楽曲などを収めた『THE IDOLM@STER MILLION C@STING』シリーズが2023年12月より、『THE IDOLM@STER MILLION MOVEMENT OF ASTROLOGIA』シリーズ及び『THE IDOLM@STER MILLION MOVEMENT OF STARDOM ROAD』シリーズが2024年6月より、それぞれ発売されている。
過去のアイドルマスターシリーズ（765PRO ALLSTARS）の楽曲も一部収録されており、その中には「楽曲購入」から有償ミリオンジュエルを利用することで購入できる楽曲もある。

### 歌い分けなど
一部の楽曲では下記のように、編成したユニットメンバーに応じて歌唱などが変化する。
- 「Brand New Theater!」「Thank You!」「Welcome!!」「Dreaming!」「UNION!!」「Flyers!!!」「Glow Map」「Harmony 4 You」「夢にかけるRainbow」「Crossing!」「グッドサイン」「DIAMOND DAYS」「7Days A Week!!」 - 編成されたアイドルによって歌い分けられる。ソロの場合はセンターアイドルのソロバージョンになる。詩花・玲音・一ノ瀬志希・宮本フレデリカを配置した場合、52人全員分の音源となる。
- 「FairyTaleじゃいられない」「Angelic Parade♪」「Princess Be Ambitious!!」 - 13人ライブを選択すると、期間限定で、「THE IDOLM@STER MILLION LIVE! 5thLIVE BRAND NEW PERFORM@NCE!!!」（以下、5th LIVE）で当該楽曲が披露された際のライブ音源に変更されていた[31]。
- 「待ち受けプリンス」 - 歌詞の「うそつき」の部分がセンターに配置したアイドルの声に変化する。詩花・玲音・志希・フレデリカを配置した場合、765プロ所属52人全員の声で一斉再生される。
- 「WE ARE ONE!!」 - 前奏のコールがセンターのアイドルの名前になるほか、客席のペンライトの色がセンターのアイドルに準じた色になる。詩花・玲音にも対応。
- 「流星群」「プラリネ」「アロー彗星」- ジュリアをセンターに配置し、衣装「プロローグ・ルージュ」「ミーティア・ブライトスター（+）」「アンノウン・プロスペクト（+）」「ピアス・ユア・ハート（+）」を選択してライブを行うと、ジュリアがギターを演奏するなどの特別な演出を見ることができる。
- 「Rebellion」 - 楽曲のクリア回数に応じて歌詞｢真実の赤｣の部分で浅葱色から赤色のサイリウムへ切り替わる演出の赤色の割合が上がっていく。
- 「White Vows」 - 2019年9月22日のアップデート以降、歌詞の「出会ってくれて、ありがとう」の部分がセンターに配置したアイドルの声に変化する（それ以前は風花固定）。2020年9月16日のアップデート以降は詩花・玲音にも対応。
- 「Do the IDOL!! ～断崖絶壁チュパカブラ～」 - 前半部分の歌詞が編成されたアイドルによって歌い分けられる。志希・フレデリカを配置した場合、52人全員の声で一斉再生される。詩花・玲音にも対応。
- 「キラメキラリ」- 間奏ギターソロでジュリアが乱入するが、彼女をセンター以外に配置すると間奏部分で彼女がエアギターを行う。さらに彼女をセンターに配置した場合、左隣のアイドルが間奏部分でエアギターを行う。
- 「EVERYDAY STARS!!」 - 前半セリフパートが編成されたアイドルによって歌い分けられる。セリフはアイドルごとに個別の物が用意されており、詩花・玲音・志希・フレデリカを配置した場合、52人のいずれかがランダムで配置される。
- 「ビッグバンズバリボー!!!!!」 - 2021年5月23日のアップデート以降、スペシャルアピール時に技名を言うようになり、技名はアイドルによって変化する。詩花・玲音にも対応。
- 「ショコラブル＊イブ」 - 2022年3月14日のアップデート以降、歌詞の「好きです！付き合ってください！」の部分がセンターに配置したアイドルの声に変化する（それ以前は恵美固定）。志希・フレデリカを配置した場合、52人の声のいずれかがランダムで再生される。詩花・玲音にも対応。
- 「ミスティック・セレモニーへの招待状」 - 間奏セリフパートがセンターに配置したアイドルの声に変化する。セリフはアイドルごとに個別の物が用意されており、詩花・玲音・志希・フレデリカを配置した場合、52人全員の声で一斉再生される。
- 「夢みがちBride」 - 2023年7月30日のアップデート以降、歌詞の「ロマンティックは加速していく」の部分がセンターに配置したアイドルの声に変化する（それ以前は響固定）。詩花・玲音・志希・フレデリカを配置した場合、52人全員の声で一斉再生される。
- 「MILLION THEATER SEASON」「ANIMATION STAGE」「MOVEMENT OF STARS」関連楽曲 - 楽曲ごとのオリジナルメンバーを配置した時限定で歌い分けられる。ソロの場合はセンターアイドルのソロバージョンになる。オリジナルメンバー以外のアイドルを配置した場合はオリジナルメンバーの音源となる。
- 「アイル」 - 編成に関わらず3rdポジションが「アイル・オブ・ウィングス」を着たジュリアで固定され、ギターを演奏する。2024年9月12日に追加された衣装「ビリーフ・オブ・ウィングス」を着用したアイドルを3rdポジションに編成すると、ジュリア以外でもギターを演奏するようになる。
- 「MILLION THE@TER GENERATION」関連楽曲 - 楽曲ごとのオリジナルメンバーを配置した時限定でライブ開始時の台詞が専用のものに変化する。

## 開発
本作はPlayStation 4向けゲームの開発実績を持つスタッフの知識を応用する形で開発がすすめられた。
たとえば、キャラクターの位置や動きのデータを制御するツールには、家庭用ゲームで用いたものを基にUnityで作成したものが用いられており、カメラ用とステージ演出用の2種類が存在する。また、一部の楽曲で用いられた「歌い分け」も元々家庭用に搭載されていたものであり、本作ではCRI ADX2を使ってボーカルを登録した複数のチャンネルを切り替えることによって実現した。
本作には、52人ものアイドルが登場するため、1つの仕様を追加するだけでも作業量が52倍となる。
このため、仕様を追加する際は、企画の段階から目的をヒアリングし、効率的なワークフローを考えてから、実装に進む。
また、本作のアニメーション制作にはモーションキャプチャが導入されており、コミュニケーションパートの収録には俳優のコーディネーターが、ライブパートの収録にはダンサーのコーディネーターや振付師がそれぞれ参加している。資料や楽曲をもとにコーディネーターが推薦するケースもあれば、開発チームが指名する場合もある。例えば、舞浜歩の持ち歌である「ユニゾン☆ビート」の場合は、ヒップホップが得意という設定をもとに、コーディネーターが推薦したダンサーによる収録が行われた。
コミュニケーションパートは汎用のアニメーションとアイドル独自の専用のアニメーションを組み合わせて作られており、アニメーションのディレクターである吉武敬一朗はダンス以上に個性の表現が問われるとCGWORLDとのインタビューの中で話している。
また、コミュニケーションパートは当初の予定にないものが追加されるケースもあり、例えばジュリアの場合、モーションキャプチャーの内容をもとに企画側が「夕焼け時にギターを弾くジュリア」の図を用意し、それに触発されたサウンドチームが専用のBGMを用意した。

### 最適化プロジェクト「AKANE大作戦」
一通り機能がそろったα2版完成後、iPhone 5やAndroid端末でうまく動作しないという問題が生じ、動作確認に最新機種のiPhoneしか使っていなかったことが原因だった。当時の開発メンバーは機能の実装で多忙だったため、開発チームとは別の新たなチームが結成され、リリースの約5か月前にあたる2017年初めに最適化のためのプロジェクト「AKANE大作戦」（Android Kousoku-ka And NativE-ka大作戦）がスタートした。「ビジュアルの品質を下げない」という大前提のもと、CPUやGPUの負荷軽減などを目指した施策が行われた。

### モデリング
キャラクターのモデリングもまた家庭用作品の経験が生かされており、パラメーターの投入によって体形が変化する「ソウルシステム」などが該当する。これにより、アイドルの体型に合わせて衣装モデルを用意する必要がなくなるほか、共通衣装でバグが発生した際は1つの3Dデータを修正だけで解決するなどのメリットがある。ただし家庭用の仕様をすべて取り入れると不具合が生じるため、頭部データは個別に用意された。
作成やチェックは「カワイイ」を基準として行われているほか、ミュージックビデオにかかわる各セクションの作業担当者による「最高確認会」も行われている。また、モチベーションとクオリティの向上を目的として、新規スタッフにはキャストのリアルライブへ参加してもらっている。

### 13人ライブの実装
元々本作の開発現場では、負荷テスト用に一度に5人以上のキャラクターを表示する機能を用いていたが、企画・開発プロデューサーの提案を受け、一度に15人表示する検証用のプロジェクトを作成したところ、問題なく動くことが判明し、全体の負荷を下げる形で実装に向けた取り組みが行われた。約3か月後の2018年4月15日のアップデートで「13人ライブ」として実現した。本作のリードプログラマを務める池田早人はUniteTokyo2018での基調演説の中で「日々の最適化による功績が大きい」と振り返っている。
その後、2019年12月26日の特番にて、さらに大きな人数で行われる「39人ライブ」の導入が発表された。

## 書籍

### 漫画
THE IDOLM@STER MILLION LIVE! THEATER DAYS 4コマ シアターの日常
2017年12月末より、ガシャの更新に合わせて公式Twitterで掲載される4コマ漫画。ゲーム内から読むこともできる。
内容はガシャに登場するSSR・衣装付きSRのアイドルに関連するもので、後者の場合にはストーリーも連動する形となっていてゲームで未実装となっている他のアイドルの衣装姿が先行して披露される場合もある。
また、ガシャ関連以外ではエイプリルフールに合わせた内容の漫画が掲載されたこともある。
単行本は一迅社から発売されている。
1. 2019年7月5日発行（3日発売）、2017年12月 - 2019年2月掲載分収録、ISBN 978-4-7580-1653-7
  - 作画：ima、mizuki、せるげい、たはらえむ、木漏、ひーりんぐ

2. 2020年8月6日発行（4日発売）、2019年3月 - 2020年2月掲載分収録の他、2019年に秋葉原で開催された「ミリシタ2周年イベント」で展示された描き下ろし4コマを特別収録　ISBN 978-4-7580-1701-5
  - 作画：ima、せるげい、たはらえむ、木漏、ひーりんぐ、凪庵

3. 2022年1月5日発行（2021年12月25日発売）、2020年3月 - 2021年2月掲載分収録 ISBN 978-4-7580-1752-7
  - 作画：ima、せるげい、たはらえむ、木漏、ひーりんぐ、駒鳥

### ガイドブック
アイドルマスター ミリオンライブ! シアターデイズ ドレスアップコレクション
KADOKAWAから発売された、『シアターデイズ』初の公式衣装ガイドブック。
アイドル52人全員の最初のSSR衣装をフルカラーで紹介しているほか、ゲーム内のオフショットも掲載されている。
- 2019年6月28日発売、ISBN 978-4-0410-7873-0

## プロモーション

### テレビCM
ゲーム映像バージョン
2017年6月2日より放映開始。テレビでの放映に先立ち、YouTube（876TV）上でも公開された。
放送時期によっていくつかのパターンが制作されている。
「箱崎星梨花篇」 / 「望月杏奈篇」
2018年6月29日より放映開始。タレントのヒロミがゲームをプレイしながら劇場セットを組み立てるという内容になっている。
また、麻倉もも（箱崎星梨花 役）と夏川椎菜（望月杏奈 役）がスタッフ役としてそれぞれ顔出し出演している。
2周年記念TVCM
2019年6月29日より放映開始。同時期開催のガシャ最大180連無料についての告知となっている。七尾百合子がナレーションとサウンドロゴを担当し、MVにも登場する。
大関英里（佐竹美奈子 役）・浜崎奈々（福田のり子 役）・山崎はるか（春日未来 役）・田所あずさ（最上静香 役）・Machico（伊吹翼 役）・坂上陽三（アイマスシリーズ総合プロデューサー）がそれぞれ顔出し出演している。
3周年記念TVCM
2020年6月29日より放映開始。高坂海美がナレーションを担当。「READY編」、「百花は月下に散りぬるを編」、「Do the IDOL!! ～断崖絶壁チュパカブラ～編」の3種類があり、それぞれの楽曲MVを使用したCMとなっている。
また同時期開催のガシャ最大160連無料についての告知にもなっている。
ハーフアニバーサリー記念TVCM
2020年12月19日より放映開始。「39人ライブ篇」と「大切なのは個性篇」の2種類がある。
ゴールデンボンバーを起用し、それぞれのCMでプロモーションを行なっている。また、愛美（ジュリア 役）が記者役として顔出し出演をしている。
4周年記念TVCM
2021年6月29日より放映開始。後に放送されたテレビアニメを制作する白組による特別アニメでプロモーションを行っている。桜守歌織がナレーションとサウンドロゴを担当。
登場するアイドルは桜守歌織、伊吹翼、エミリー・スチュアート、白石紬、周防桃子、田中琴葉。
秋葉原UDXの大型ビジョンでも7月5日まで放映された。

### ミリシタ塾
2018年3月30日より不定期でYouTubeの公式チャンネルで公開される動画。ゲームのプレイに関する様々な情報を解説する動画となっている。講師を務めるのは稲川英里（大神環役）。

## インターネット配信
不定期でニコニコ生放送において、キャストやスタッフが出演する番組が配信されており、ゲームの新情報や様々な企画などが行われる。サービス開始前の2017年5月30日に『アイドルマスター ミリオンライブ！ シアターデイズ 事前登録サンキューニコ生』が配信された。2018年からは一部を除き、YouTube LiveやX Live（2021年3月まではTwitter社が所有していたPeriscope、2023年7月まではTwitter Live）でも配信がされるようになった。2021年に未来研スタジオが完成してからは会場として使用されることも多い。

### ニコニコ超会議
2018年よりニコニコ超会議の「超ゲームエリア」に出展しており、その模様も配信されている。
ミリシタステージ@ニコニコ超会議2018
2018年4月28日のニコニコ超会議2018内のステージにて開催、ニコニコ生放送でも配信がされた。出演は山崎はるか、伊藤美来、大関英里、角元明日香、近藤唯、山口立花子。
MILLION THEATER SEASON シーズンツアー開催中！ミリシタ生配信@ニコニコ超会議2022
2022年4月30日にニコニコ超会議2022内のステージにて開催されたものを配信。出演は木戸衣吹、中村温姫、浜崎奈々、山口立花子。
ミリシタ＆ミリアニ スペシャルステージ生配信 @ニコニコ超会議2023
2023年4月30日にニコニコ超会議2023内のステージにて開催されたものを配信。出演は小笠原早紀、香里有佐、藤井ゆきよ、中村源太。

### 周年配信
2018年より周年前後の時期に配信されている。2018年から2022年までは秋葉原にて公開生配信イベントが行われていた（2020年を除く）。
ミリシタ1周年！サンキュー生配信
2018年6月30日にベルサール秋葉原にて開催された生配信イベント。出演は山崎はるか、田所あずさ、Machico、諏訪彩花、高橋未奈美、野村香菜子、山口立花子。
ミリシタ2周年！サンキュー生配信！
2019年7月6日に秋葉原UDX AKIBA_SQUAREにて開催された生配信イベント。出演は阿部里果、伊藤美来、郁原ゆう、斉藤佑圭、中村温姫、平山笑美。
ミリシタ 3周年!! 明日へチャレンジ！アニバーサリー生配信
2020年7月4日に配信。ネット配信のほか、ゲームアプリ内でも映像が配信された。出演は愛美、角元明日香、木戸衣吹、末柄里恵。
ミリシタ4周年!!! Anniversary4you! 生配信
2021年7月4日に秋葉原UDXにて開催された生配信イベント。出演は田所あずさ、Machico、香里有佐、諏訪彩花、藤井ゆきよ。
「私」たちの描いた軌跡 ミリシタ5周年 生配信
2022年7月3日に秋葉原UDXにて開催された生配信イベント。出演は田所あずさ、愛美、近藤唯、原嶋あかり、南早紀。
ミリシタ6周年 SP生配信 〜Dreamin' Future〜
2023年6月28日に配信。出演は田村奈央、夏川椎菜、野村香菜子、平山笑美、山口立花子。
7色パーティ ミリシタ7周年記念 生配信
2024年7月1日に配信。出演はMachico、雨宮天、駒形友梨、藤井ゆきよ。
ミリシタ8周年 百万祭∞生配信
2025年6月30日に配信。出演は上田麗奈、木戸衣吹、桐谷蝶々、南早紀。

### ミリシタ感謝祭
2018年から2021年まで開催された公開生配信ライブイベント。抽選でステージ観覧席を募集した上で開催された。ネット配信のほか、ゲームアプリ内でも映像が配信された。
ミリシタ感謝祭
2018年10月21日に横須賀芸術劇場にて開催されたイベント。出演は田所あずさ、愛美、阿部里果、角元明日香、桐谷蝶々、小岩井ことり、香里有佐、高橋未奈美、種田梨沙、野村香菜子、平山笑美、藤井ゆきよ、南早紀、渡部恵子。
ミリシタ感謝祭 2019〜2020
2020年1月19日に舞浜アンフィシアターにて開催されたイベント。ゲームアプリ内では最前列にいるかのような体験ができるVR視聴が出来た。出演は山崎はるか、田所あずさ、Machico、阿部里果、伊藤美来、郁原ゆう、小岩井ことり、香里有佐、斉藤佑圭、中村温姫、沼倉愛美、長谷川明子、南早紀。サプライズゲストとして茅原実里と高橋李依が出演した。
ミリシタ感謝祭 2020～2021 ONLINE
2021年1月23日に開催された無観客の配信イベント。出演は田所あずさ、愛美、稲川英里、上田麗奈、角元明日香、木戸衣吹、桐谷蝶々、香里有佐、末柄里恵、髙橋ミナミ、原嶋あかり、平山笑美、藤井ゆきよ、渡部恵子。
ミリシタ感謝祭 2021〜2022
2021年12月12日に栃木県総合文化センターにて開催された配信イベント。出演は阿部里果、大関英里、小笠原早紀、角元明日香、郁原ゆう、香里有佐、駒形友梨、近藤唯、諏訪彩花、長谷川明子、原嶋あかり、平田宏美、南早紀。

### THE IDOLM@STER MILLION LIVE! SEASON-@IR!!!!
2021年から2022年まで、プロジェクト「MILLION THEATER SEASON」と連動したオンライン配信イベントが未来研スタジオにて開催された。無料パート「MILLION THEATER SEASON」を紹介し、有料パートはライブと朗読劇が披露された。無料パートはYouTube Liveやニコニコ生放送のほか、ゲームアプリ内でも映像が配信された。有料パートを含めた全編はASOBISTAGEにて配信された。
THE IDOLM@STER MILLION LIVE! SEASON-@IR!!!! 〜BRIGHT DIAMOND〜
2021年10月9日に開催された配信イベント。有料パートを含めた全編はASOBISTAGEで配信された。出演は原由実、山崎はるか、Machico、桐谷蝶々、香里有佐、諏訪彩花、藤井ゆきよ、山口立花子、渡部恵子。
THE IDOLM@STER MILLION LIVE! SEASON-@IR!!!! 〜CLEVER CLOVER〜
2022年2月27日に開催された配信イベント。出演は阿部里果、稲川英里、角元明日香、髙橋ミナミ、中村温姫、野村香菜子、平田宏美、渡部優衣。また、当初は若林直美も出演予定だったが、2019新型コロナウイルスへの陽性と判定されたため、出演を見合わせ、有料パートの朗読劇のみ若林が収録したものが配信された。
THE IDOLM@STER MILLION LIVE! SEASON-@IR!!!! 〜LOVERS HEART〜
2022年6月11日に開催された配信イベント。出演は伊藤美来、今井麻美、大関英里、木戸衣吹、小岩井ことり、駒形友梨、中村繪里子、仁後真耶子、浜崎奈々、平山笑美。
THE IDOLM@STER MILLION LIVE! SEASON-@IR!!!! 〜SHADE OF SPADE〜
2022年10月9日に開催された配信イベント。出演は田所あずさ、小笠原早紀、郁原ゆう、近藤唯、斉藤佑圭、下田麻美、末柄里恵、沼倉愛美、長谷川明子、原嶋あかり、南早紀。

### ミリシタカウントダウン
その1年のミリシタを振り返るカウントダウン企画。ニコニコ生放送のほか、ゲームアプリ内でも映像が配信される。左記での配信後はYouTubeでもアーカイブ映像が配信される。
ミリシタカウントダウン！2018-2019
2018年12月31日に配信。出演は山崎はるか、田所あずさ、Machico。
ミリシタカウントダウン！2019-2020
2019年12月31日に配信。出演はMachico、たかはし智秋、中村温姫。
ミリシタカウントダウン！2020-2021
2020年12月31日に配信。出演は上田麗奈、たかはし智秋、原嶋あかり。
ミリシタカウントダウン！2021-2022
2021年12月31日に配信。出演は小笠原早紀、駒形友梨。
ミリシタカウントダウン！2022-2023
2022年12月31日に配信。出演は中村温姫、野村香菜子。
ミリシタカウントダウン！2023-2024
2023年12月31日に配信。出演は香里有佐、南早紀。
ミリシタカウントダウン！2024-2025
2024年12月31日に配信。出演は郁原ゆう、近藤唯。

### その他の配信
MILLIONSTARS特別生配信〜手作りのThank You!〜
2020年5月23日・24日に配信。ネット配信のほか、ゲームアプリ内でも映像が配信された。出演は23日に田所あずさ、24日に山崎はるか。同日に開催が予定され、中止となったイベント「7thLIVE Q@MP FLYER!!」の代替となる生配信で、過去のライブ映像を各アイドルとキャストからのボイスコメントと共に配信をする。
また、配信中には7th LIVEの出演予定だったキャストたちによるチャットコメントが表示され、リモート通信によるゲストも出演した。
リモート通信によるゲストは23日に愛美、駒形友梨、渡部優衣。24日にMachico、稲川英里、木戸衣吹。
765PRO DIGITAL LIVE THEATER
2020年11月6日に配信。ユーザーからの投票によって決まったセットリストをゲームMV映像で再現した配信企画。曲間にはアイドルによるMCパートも有り。
またニコニコ生放送ではゲストを呼んだコメンタリー形式で配信された。ゲストは上田麗奈、駒形友梨。
5.5周年記念　ミリシタGO.GO！ホームパーティ生配信♪
2022年12月16日に配信。ネット配信のほか、ゲームアプリ内でも映像が配信された。出演は角元明日香、末柄里恵、戸田めぐみ、渡部優衣。また、天空橋朋花が「朋花様のお悩み相談室」に出演。
番組後には「ミリシタGO.GO TV スペシャルDJ Night」が放送、ミリオンライブに関連する楽曲を使用したDJ番組となっている。出演は小岩井ことり、REDALiCE。

## ラジオ
「THE IDOLM@STER MillionRADIO」については「THE IDOLM@STER MillionRADIO」を参照
「MILLION THEATER SEASON RADIO」（ミリオンシアターシーズンラジオ）のタイトルで、2021年8月16日から2023年1月26日までASOBISTAGE、YouTube（プレミア公開）、ニコニコ生放送にて配信された。略称は「ミシシラ」。パーソナリティはシーズンを担当する声優が務め、2021年8月よりゲーム内で展開されている「MILLION THEATER SEASON」の初公開ゲーム情報等を紹介していた。

### パーソナリティ
1. 2021年8月16日：浅倉杏美（萩原雪歩 役）、山口立花子（百瀬莉緒 役）[59]
2. 2021年8月30日：桐谷蝶々（宮尾美也 役）、香里有佐（桜守歌織 役）、山崎はるか（春日未来 役）[60]
3. 2021年9月16日：藤井ゆきよ（所恵美 役）、Machico（伊吹翼 役）[61]
4. 2021年11月15日：麻倉もも（箱崎星梨花 役）、中村温姫（ロコ 役）[62]
5. 2021年12月13日：平田宏美（菊地真 役）、阿部里果（真壁瑞希 役）[63]
6. 2021年12月27日：稲川英里（大神環 役）、若林直美（秋月律子 役）[64]
7. 2022年1月17日：野村香菜子（二階堂千鶴 役）、渡部優衣（横山奈緒 役）[65]
8. 2022年3月14日：大関英里（佐竹美奈子 役）、小岩井ことり（天空橋朋花 役）[66]
9. 2022年4月14日：平山笑美（北上麗花 役）、浜崎奈々（福田のり子 役）[67]
10. 2022年4月25日：木戸衣吹（矢吹可奈 役）、中村繪里子（天海春香 役）[68]
11. 2022年5月12日：今井麻美（如月千早 役）、駒形友梨（高山紗代子 役）[69]
12. 2022年7月19日：近藤唯（篠宮可憐 役）、戸田めぐみ（舞浜歩 役）[70]
13. 2022年8月17日：郁原ゆう（エミリー スチュアート 役）、斉藤佑圭（永吉昴 役）[71]
14. 2022年8月30日：小笠原早紀（野々原茜 役）、末柄里恵（豊川風花 役）[72]
15. 2022年9月15日：郁原ゆう（エミリー・スチュアート 役）、末柄里恵（豊川風花 役）、長谷川明子（星井美希 役）[73]
16. 2022年11月14日：種田梨沙（田中琴葉 役）、中村温姫（ロコ 役）、渡部恵子（周防桃子 役）[74]
17. 2022年12月15日：角元明日香（島原エレナ 役）、平山笑美（北上麗花 役）、若林直美（秋月律子 役）[75]
18. 2023年1月16日：大関英里（佐竹美奈子 役）、戸田めぐみ（舞浜歩 役）、中村繪里子（天海春香 役）[76]
19. 2023年1月26日：郁原ゆう（エミリー・スチュアート 役）、近藤唯（篠宮可憐 役）、原由実（四条貴音 役）[77]

### コーナー
MILLION THEATER SEASON
52人のアイドルを4つのチームで分け、3か月ずつ順番にチームが担当する4つのエリア（南エリア〈九州と四国〉、西エリア〈関西〉、中央エリア〈中部地方〉、北東エリア〈北海道と東北地方〉）の公演を実施することにより、シアター公演を全国ツアー形式で届けるプロジェクトを紹介するコーナー。
THEATER SEASON 食レポ！
初回から第15回まで配信された、各地の名物をエア食レポしていくコーナー。Twitterにて募集する。
THEATER SEASON クッキング！
第16回から配信される、世界各地の朝食や昼食、夕食、夜食の名前をTwitterまたはメールにて募集し、エアクッキングしていくコーナー。

## コラボレーション
2023年以降は一部を除き、コラボレーション開催時にゲーム内にログインしたり、特別ミッションを達成することでコラボレーションのイラストを使用したPRカードを入手できるようになった。PRカードを入手すると専用の特殊オファーが発生する。
オンキヨー
イヤホン製品の『SE-CH9T』がコラボしたモデル『SE-CH9T ML!』が販売された。
メルカリ
サービス1周年の記念企画としてメルカリと連動したキャンペーンが行われた。ミリシタの公式画像素材を使用したオリジナルグッズを2018年6月29日から2018年9月30日の期間限定で出品することができた。このキャンペーンでは延べ5000点が出品され、バンダイナムコエンターテインメントのゼネラルマネージャーの坂上陽三はファンの楽しみを増やすことが出来たと語った。
東北楽天ゴールデンイーグルス
2018年7月8日に楽天生命パーク宮城で行われた対埼玉西武ライオンズ戦でコラボイベントが行われ、山崎はるか、角元明日香、南早紀が出演した。またコラボに合わせ桜守歌織、白石紬、最上静香、春日未来、伊吹翼の描き下ろしイラストを使用した特別グッズも販売された。他にも如月千早、菊地真、島原エレナ、田中琴葉、永吉昴、萩原雪歩、馬場このみのデフォルメイラストが使用されたグッズも販売された。
また2023年8月30日にも同様にコラボイベントが行われ、ジュリア、所恵美、永吉昴、高坂海美、木下ひなた、横山奈緒の描き下ろしイラストを使用した特別グッズも販売された他、イベントには愛美、斉藤佑圭、藤井ゆきよが出演した。また、そのイラストを使用したカードがゲーム内にも実装された。
スニッカーズ
マース ジャパンのチョコレートブランド「スニッカーズ」並びに漫画家の楳図かずおとのコラボ企画。Twitterを利用した『「#アイドルを取り戻せ」キャンペーン』が2019年4月4日から開始。
指定されたハッシュタグをつけ、スニッカーズの画像とともにツイートすると稀に765プロダクションに所属する計52人のアイドル達からリプライが届く。ゲームとの連動企画や抽選でコラボTシャツのプレゼントなども行われた。
またゲーム内でも期間限定でコラボTシャツがレッスンウェアとして使用できた。
アイドルマスター シンデレラガールズ スターライトステージ
アイドルマスターシリーズ15周年企画の一環として『デレステ×ミリシタコラボ』を2020年11月に開催。シアターデイズでは、シンデレラガールズの「レイジーレイジー」と、ミリオンライブの「Cleasky」が登場。なお、スターライトステージでは、ミリオンライブの「D/Zeal」とシンデレラガールズの「Rock the Beat」が登場し、2021年2月に開催。
ソードアート・オンライン
2022年2月に相互コラボレーションイベントを開催。シアターデイズでは、TVアニメ『ソードアート・オンラインII』のOP曲である「IGNITE」をアイドル達がカバーする他、コラボ衣装を着たアイドルが取得できるイベントやSSRガシャを開催。ミリシタ内に「ソードアート・オンライン」（SAO）のキャラクターは直接登場はしないが、イベントコミュにて、SAOのキャラクターであるキリト（声 - 松岡禎丞）、アスナ（声 - 戸松遥）、リーファ（声 - 竹達彩奈）、シリカ（声 - 日高里菜）、シノン（声 - 沢城みゆき）が声のみ登場する。
またSAOのアプリゲームである『 ソードアート・オンライン アンリーシュ・ブレイディング』では七尾百合子、望月杏奈、星井美希が登場する他、アスナ、リーファ、シノンが歌う「UNION!!」が実装された。
ソフマップ
2022年3月25日12時から4月17日まで、ソフマップ全国11店舗にて「アイドルマスター ミリオンライブ！×Sofmap コラボレーション POP UP SHOP『grid m@rch festival』」を開催。高坂海美、豊川風花、横山奈緒が「Sofmapキャンペーンガール」に起用され、「アソビゴコロ」と「コダワリ」を詰めるといったオリジナルグッズショップを開催。期間中はオリジナルイラストの等身大パネルが展示され、3人がAKIBA アミューズメント館に、高坂海美のみが仙台駅前店、横浜ビブレ店、名古屋駅西店に、豊川風花のみが池袋東口店、静岡東急スクエア店、神戸ハーバーランド店、天神1号館に、横山奈緒のみが町田店、なんば店、イオンモールKYOTO店にそれぞれ登場。また、ゲームアプリ内のグラビアスタジオには「Sofmapコラボ背景」がソフマップとの期間限定コラボレーションとして登場した。
2023年3月31日からは第2弾として「アイドルマスター ミリオンライブ！×Sofmap コラボレーション POP UP SHOP『grid m@rch festival 2nd』」を開催。真壁瑞希、馬場このみ、北上麗花がキャンペーンガールに採用され、前回同様ゲームアプリ内に期間限定でグラビアスアジオの「Sofmapコラボ背景」が登場した他、キャンペーンガール3名の描き下ろしイラストを使用したカードがゲーム内にも実装された。
ディノス
2023年5月1日から12名のアイドルがキャンペーンガールに就任。対象期間中に対象商品を購入することでオリジナルノベリティグッズがプレゼントされる。
またゲーム内でも期間限定でコラボTシャツがレッスンウェアとして使用可能となっている。
パックマン
2025年のエイプリルフールイベントとして「THEATER MAZE ～Play PAC-MAN!～」が開催。ミリシタ内でパックマンが当日限定でプレイ可能となった。